# Rennrodel-Weltcup 2021/22
Der Rennrodel-Weltcup 2021/22 wurde in neun Weltcuprennen in sieben Ländern ausgetragen. Es war die 45. Auflage des Rennrodel-Weltcups seit der ersten Austragung 1977/78, erstmals wurde die Wettbewerbsklasse Doppelsitzer in getrennten Wettbewerben für Männer und Frauen ausgetragen werden. Die Frauen-Doppelsitzerwettbewerbe fanden jedoch im Rahmen der Junioren-Weltcupveranstaltungen ihre Austragung.

## Titelverteidiger

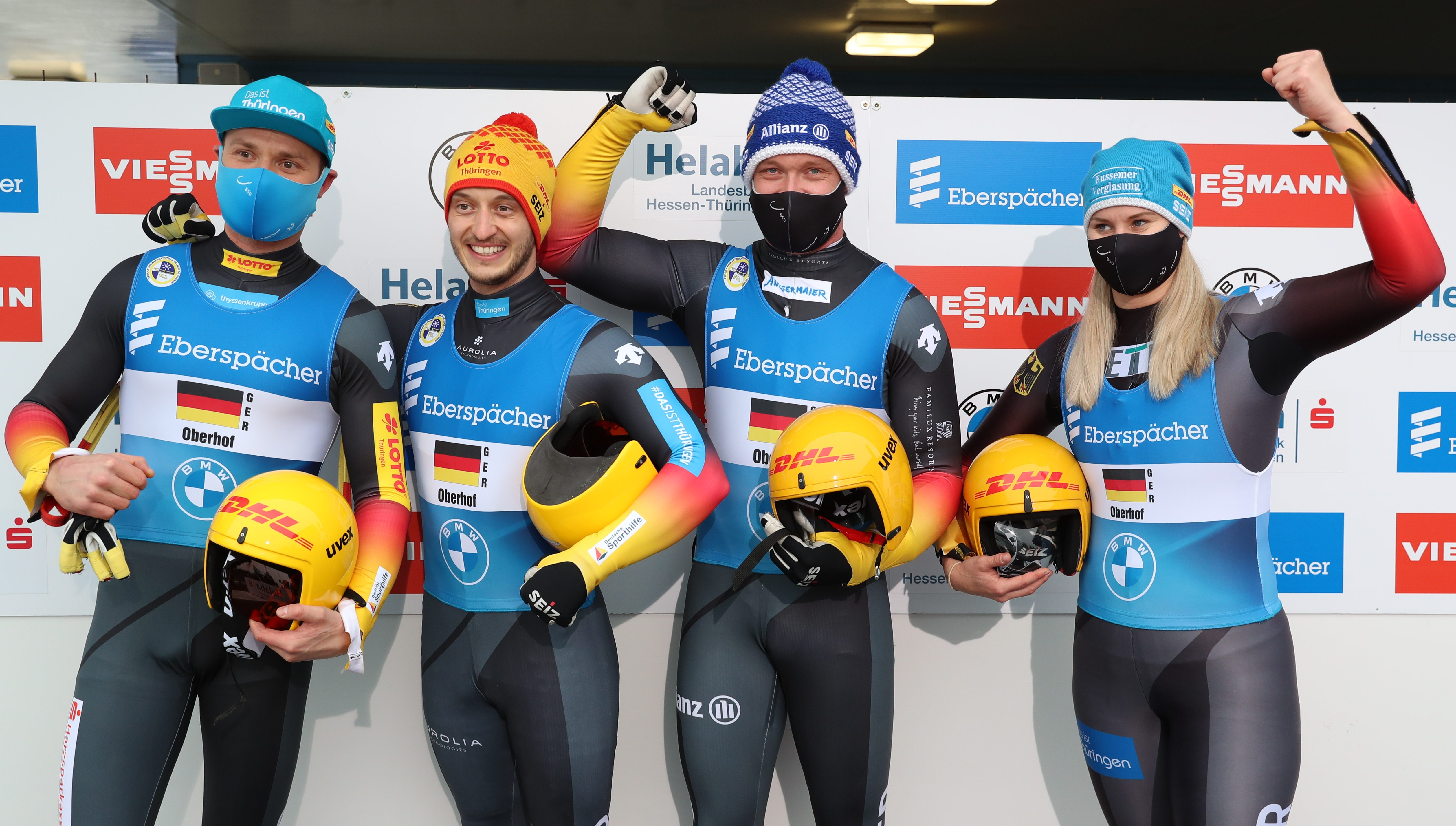
Titelverteidiger Deutschland, Teamstaffel in der Besetzung Eggert, Benecken, Loch, Eitberger (Oberhof I)

In der Saison 2020/21 gingen Natalie Geisenberger (Gesamtweltcup und Weltcup der klassischen Disziplin) und Julia Taubitz (Sprint-Weltcup) im Einsitzer der Frauen, Felix Loch (Gesamtweltcup, Weltcup der klassischen Disziplin und Sprint-Weltcup) und Kevin Fischnaller (punktgleich im Sprint-Weltcup) sowie Thomas Steu und Lorenz Koller (Gesamtweltcup, Weltcup der klassischen Disziplin und Sprint-Weltcup) im Doppelsitzer als Sieger hervor. Den Teamstaffelweltcup gewann Deutschland.

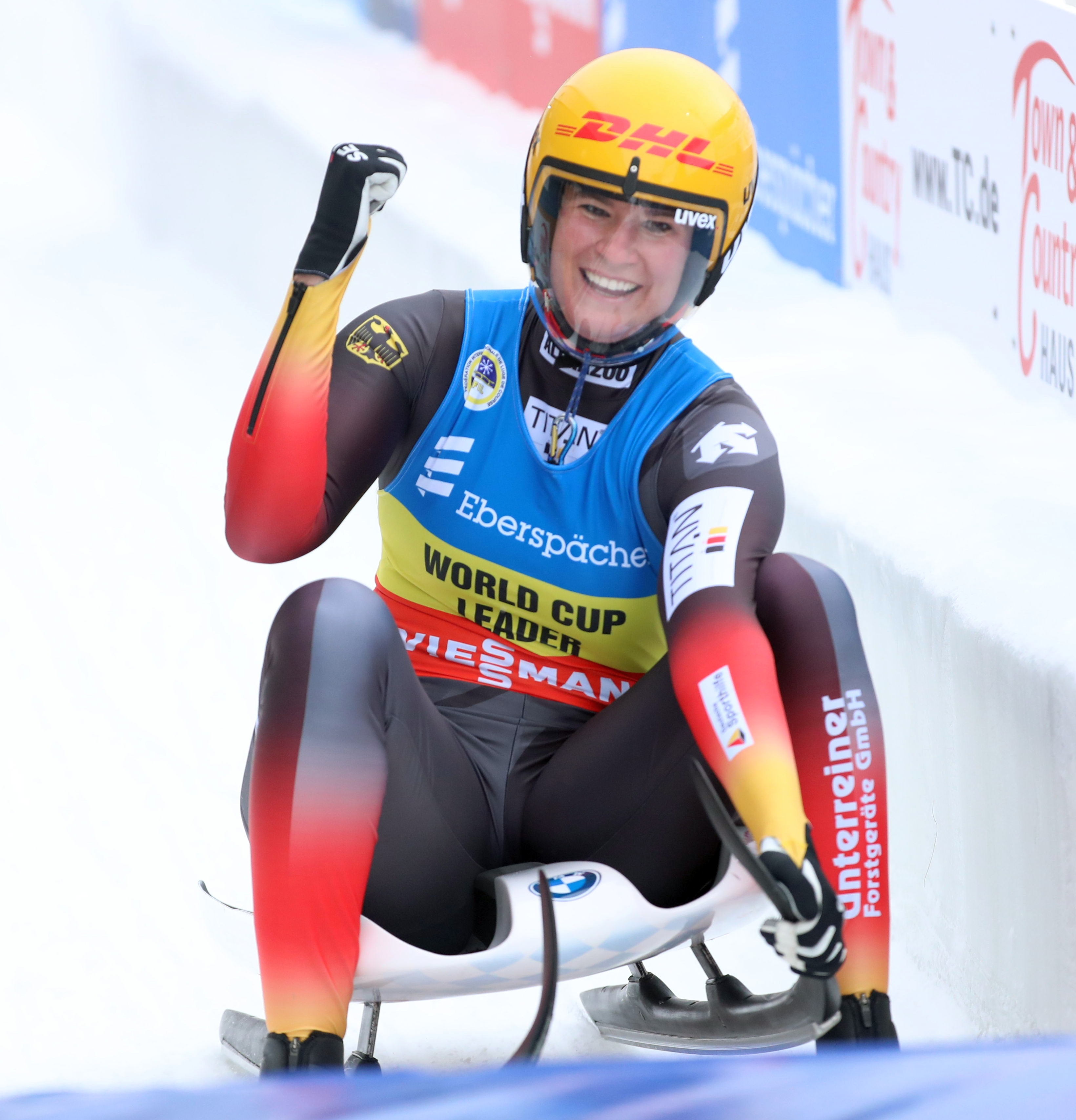
Geisenberger
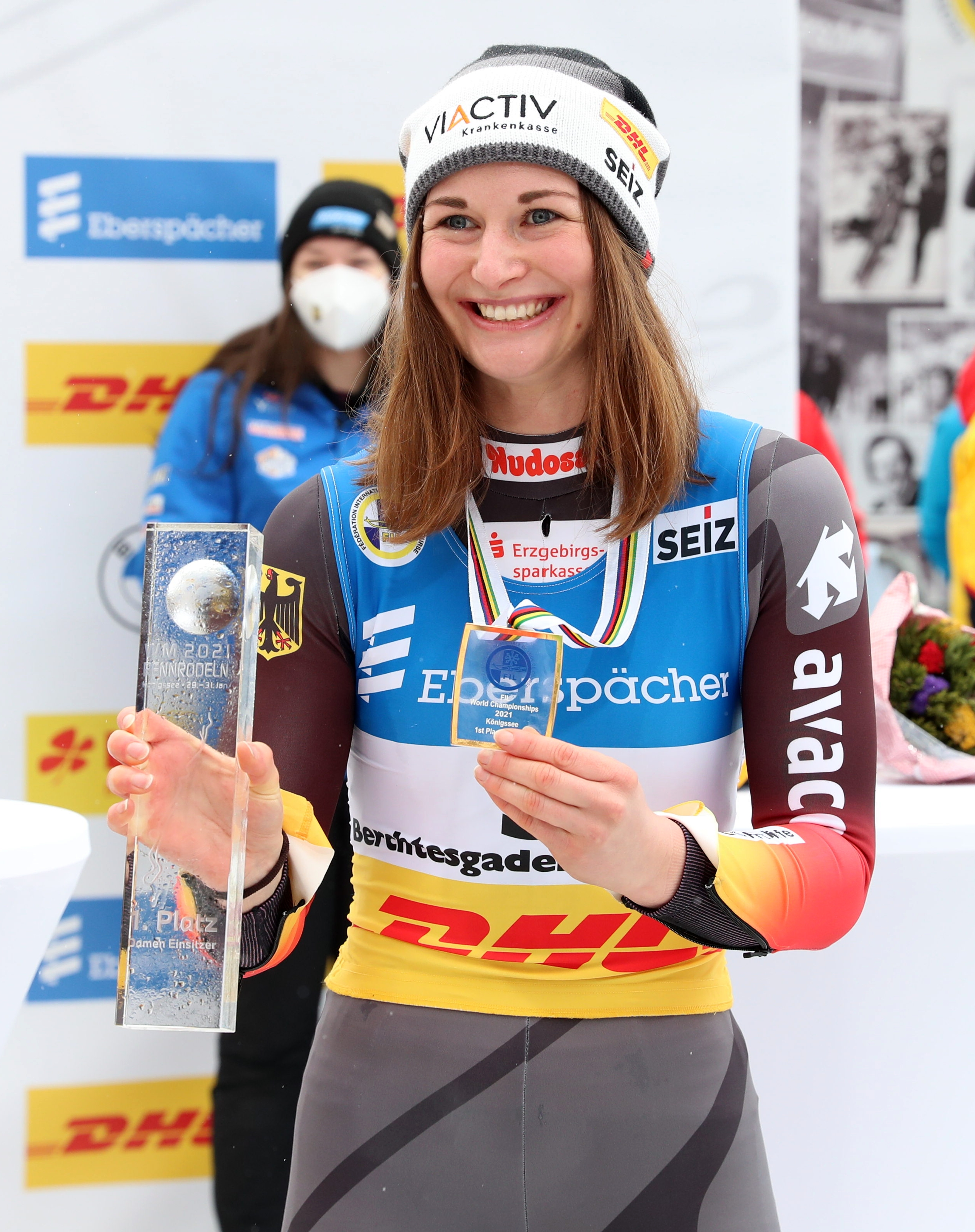
Taubitz
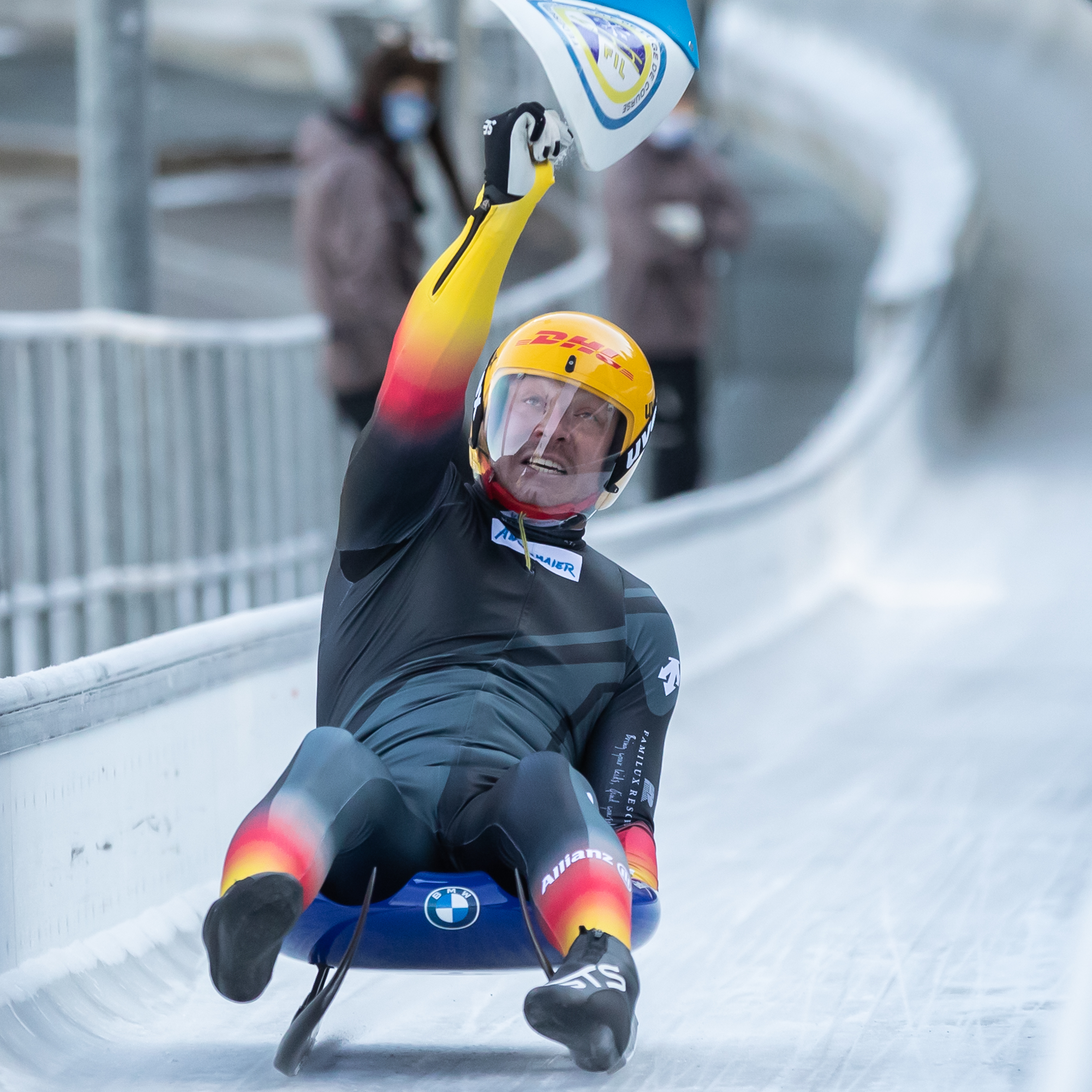
Loch
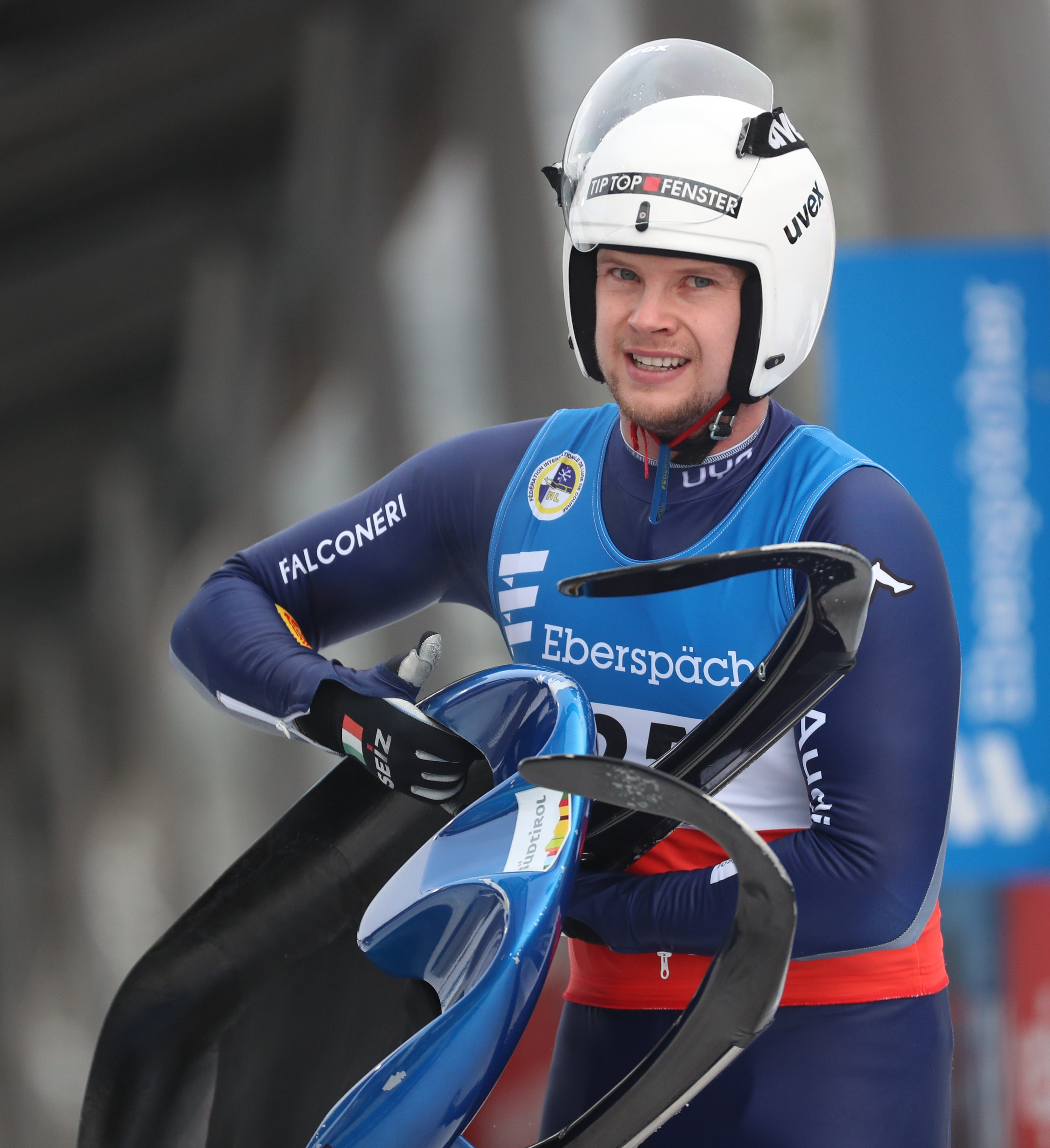
K. Fischnaller
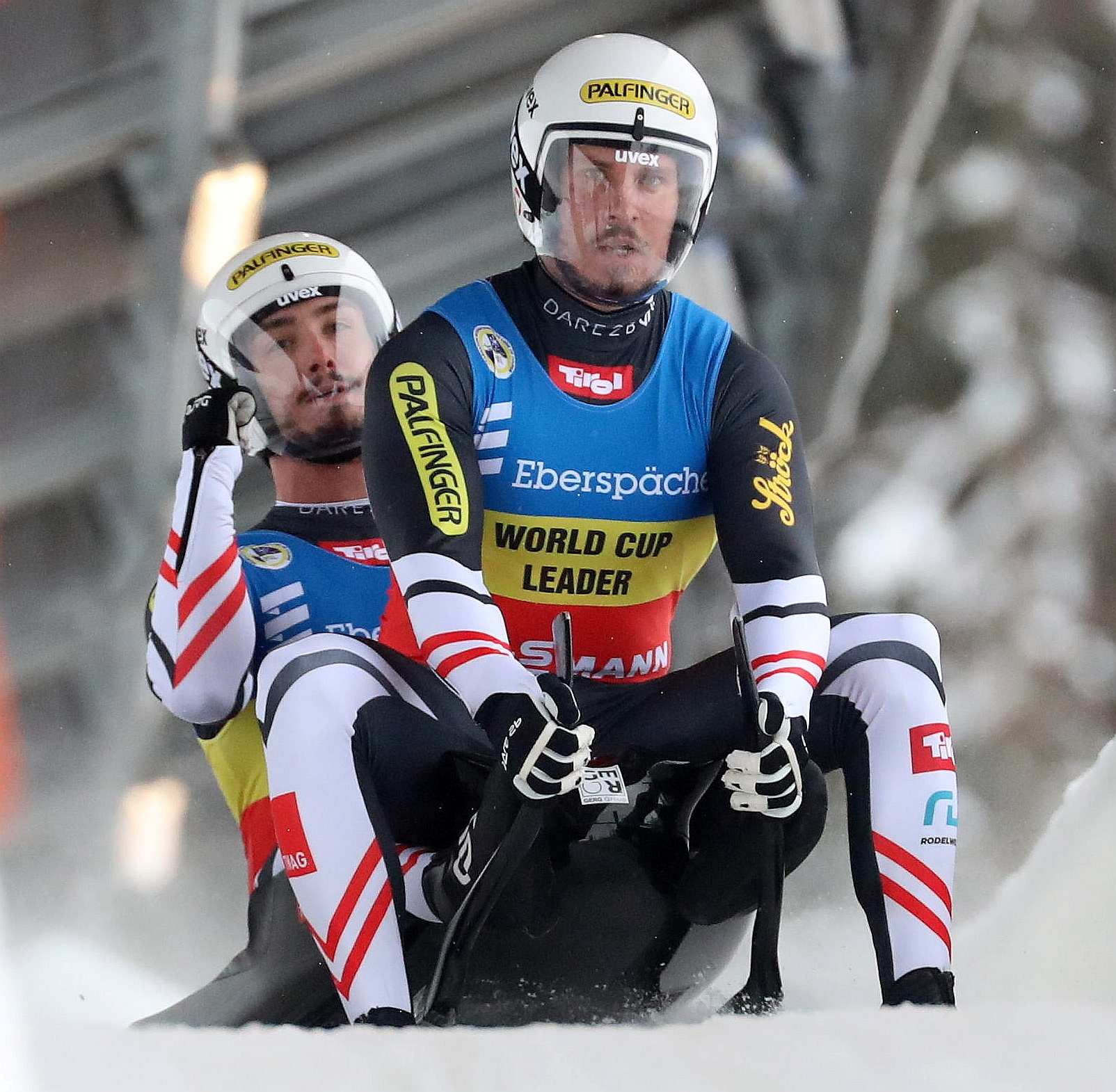
Steu/Koller

## Terminkalender
Der vorläufige Weltcupkalender wurde von der Fédération Internationale de Luge de Course am 15. März 2021 bekanntgegeben. Nach internationalen Trainingswochen in Sigulda und Altenberg, waren zwei internationale Trainingswochen auf der Nationalen Bob- und Rodelbahn Xiaohaituo zur Vorbereitung auf die Olympischen Winterspiele 2022 vorgesehen. Yanqing, das ursprünglich das Weltcupfinale der Saison 2020/21 austragen sollte, welches jedoch aufgrund der COVID-19-Pandemie nach St. Moritz–Celerina verlegt werden musste, sollte Auftaktort des Weltcups sein. Nach der üblichen Nordamerika-Tour mit je einer Station in Kanada und den Vereinigten Staaten, waren die Weltcups in Europa. Hierbei war Winterberg, im Gegensatz zu den Vorjahren, nicht als Station vorgesehen. Mit dem Weltcup in Sigulda war das Ende der Olympiaqualifikation vorgesehen. Das Weltcupfinale, bei welchem auch die Europameisterschaften ausgetragen werden sollte, wurde erneut in die Schweiz vergeben. Höhepunkt der Saison waren im Februar 2022 die Olympischen Winterspiele.
Nachdem die Kunsteisbahn Königssee in Folge eines Hangabrutsches am Grünstein während des Hochwassers in West- und Mitteleuropa im Juli 2021 schwer beschädigt worden war, musste der für das Neujahrswochenende geplante Weltcup verlegt werden. Teile des Startbereiches der Bahn waren durch die Wasser- und Geröllmassen weggerissen worden. Eine Wiederinstandsetzung soll bis Oktober 2022 erfolgen, eine Wettkampfdurchführung im Winter 2021/22 wurde durch Thomas Schwab, den Generalsekretär und Sportdirektor des Bob- und Schlittenverbands für Deutschland, ausgeschlossen. Die Exekutive der Fédération Internationale de Luge verlegte den Weltcup daraufhin nach Winterberg. Ende August 2021 gab der Rennrodelweltverband aufgrund der anhaltenden Einreisebeschränkungen in Folge der COVID-19-Pandemie die Absage der beiden nordamerikanischen Weltcupstationen im Whistler Sliding Centre und auf der Olympia-Bobbahn Mount Van Hoevenberg bekannt. An ihre Stelle trat ein Doppel-Weltcup im Sliding Center Sanki in Sotschi.
Insgesamt waren neun Weltcupwochenenden in sechs Ländern geplant. An sechs Weltcupwochenenden (Yanqing, Sotschi I, Altenberg, Winterberg, Oberhof und St. Moritz–Celerina) fanden Teamstaffelwettbewerbe, an vier Wochenenden (Sotschi II, Innsbruck-Igls, Oberhof und Sigulda) Sprintwettbewerbe statt. In Oberhof wurde in Vorbereitung auf die Rennrodel-Weltmeisterschaften 2023 sowohl Sprint als auch Teamstaffel ausgetragen. Auf die Austragung von Weltmeisterschaften wird, wie in olympischen Saisons üblich, verzichtet. Für die neu eingeführte Disziplin des Doppelsitzers der Frauen wird am Rande der Junioren-Weltmeisterschaften in Winterberg ein Weltmeisterschaftsrennen ausgetragen. Der Sprint-Weltcup von Oberhof, bei dem ein neues Format mit Reaktionsstart erstmals ausgetragen und getestet werden sollte, musste wenige Tage vorher aus rechtlichen Gründen abgesagt und als reines Testevent durchgeführt werden.

### Weltcup
| Datum                                                                   | Ort                                  | Disziplin                    | Erster Platz                                                                      | Zweiter Platz                                                                        | Dritter Platz                                                                              |
| ----------------------------------------------------------------------- | ------------------------------------ | ---------------------------- | --------------------------------------------------------------------------------- | ------------------------------------------------------------------------------------ | ------------------------------------------------------------------------------------------ |
| 20. bis 21. November 2021                                               | Yanqing                              | Frauen                       | Madeleine Egle                                                                    | Julia Taubitz                                                                        | Lisa Schulte                                                                               |
| 20. bis 21. November 2021                                               | Yanqing                              | Männer                       | Johannes Ludwig                                                                   | Felix Loch                                                                           | Max Langenhan                                                                              |
| 20. bis 21. November 2021                                               | Yanqing                              | Männer-Doppelsitzer          | Toni Eggert/Sascha Benecken                                                       | Thomas Steu/Lorenz Koller                                                            | Andris Šics/Juris Šics                                                                     |
| 20. bis 21. November 2021                                               | Yanqing                              | Teamstaffel                  | ÖsterreichMadeleine Egle David Gleirscher Thomas Steu/Lorenz Koller               | Vereinigte StaatenAshley Farquharson Tucker West Christopher Mazdzer/Jayson Terdiman | ItalienVerena Hofer Dominik Fischnaller Emanuel Rieder/Simon Kainzwaldner                  |
| 27. bis 28. November 2021                                               | Sotschi I ursprünglich: Whistler     | Frauen                       | Anna Berreiter                                                                    | Kendija Aparjode                                                                     | Wiktorija Demtschenko                                                                      |
| 27. bis 28. November 2021                                               | Sotschi I ursprünglich: Whistler     | Männer                       | Johannes Ludwig                                                                   | Felix Loch                                                                           | Roman Repilow                                                                              |
| 27. bis 28. November 2021                                               | Sotschi I ursprünglich: Whistler     | Männer-Doppelsitzer          | Andris Šics/Juris Šics                                                            | Andrei Bogdanow/Juri Prochorow                                                       | Tobias Wendl/Tobias Arlt                                                                   |
| 27. bis 28. November 2021                                               | Sotschi I ursprünglich: Whistler     | Teamstaffel                  | RusslandWiktorija Demtschenko Semjon Pawlitschenko Andrei Bogdanow/Juri Prochorow | DeutschlandAnna Berreiter Johannes Ludwig Tobias Wendl/Tobias Arlt                   | LettlandKendija Aparjode Kristers Aparjods Andris Šics/Juris Šics                          |
| 4. bis 5. Dezember 2021 zugleich: APM 2021                              | Sotschi II ursprünglich: Lake Placid | Frauen                       | Julia Taubitz                                                                     | Natalie Geisenberger                                                                 | Kendija Aparjode                                                                           |
| 4. bis 5. Dezember 2021 zugleich: APM 2021                              | Sotschi II ursprünglich: Lake Placid | Männer                       | Kristers Aparjods                                                                 | Johannes Ludwig                                                                      | Dominik Fischnaller                                                                        |
| 4. bis 5. Dezember 2021 zugleich: APM 2021                              | Sotschi II ursprünglich: Lake Placid | Männer-Doppelsitzer          | Andrei Bogdanow/Juri Prochorow                                                    | Toni Eggert/Sascha Benecken                                                          | Andris Šics/Juris Šics                                                                     |
| 4. bis 5. Dezember 2021 zugleich: APM 2021                              | Sotschi II ursprünglich: Lake Placid | Frauen (Sprint)              | Julia Taubitz                                                                     | Summer Britcher                                                                      | Dajana Eitberger                                                                           |
| 4. bis 5. Dezember 2021 zugleich: APM 2021                              | Sotschi II ursprünglich: Lake Placid | Männer (Sprint)              | Dominik Fischnaller                                                               | Roman Repilow                                                                        | Wolfgang Kindl                                                                             |
| 4. bis 5. Dezember 2021 zugleich: APM 2021                              | Sotschi II ursprünglich: Lake Placid | Männer-Doppelsitzer (Sprint) | Andris Šics/Juris Šics                                                            | Alexander Denissjew/Wladislaw Antonow                                                | Robin Geueke/David Gamm                                                                    |
| 11. bis 12. Dezember 2021                                               | Altenberg                            | Frauen                       | Madeleine Egle                                                                    | Julia Taubitz                                                                        | Anna Berreiter                                                                             |
| 11. bis 12. Dezember 2021                                               | Altenberg                            | Männer                       | Wolfgang Kindl Max Langenhan                                                      | –                                                                                    | Johannes Ludwig                                                                            |
| 11. bis 12. Dezember 2021                                               | Altenberg                            | Männer-Doppelsitzer          | Thomas Steu/Lorenz Koller                                                         | Toni Eggert/Sascha Benecken                                                          | Mārtiņš Bots/Roberts Plūme                                                                 |
| 11. bis 12. Dezember 2021                                               | Altenberg                            | Teamstaffel                  | DeutschlandJulia Taubitz Max Langenhan Toni Eggert/Sascha Benecken                | ItalienAndrea Vötter Dominik Fischnaller Ludwig Rieder/Patrick Rastner               | RusslandJekaterina Katnikowa Alexander Gorbazewitsch Alexander Denissjew/Wladislaw Antonow |
| 18. bis 19. Dezember 2021                                               | Innsbruck-Igls                       | Frauen                       | Julia Taubitz                                                                     | Madeleine Egle                                                                       | Natalie Geisenberger                                                                       |
| 18. bis 19. Dezember 2021                                               | Innsbruck-Igls                       | Männer                       | Johannes Ludwig                                                                   | Wolfgang Kindl                                                                       | Dominik Fischnaller                                                                        |
| 18. bis 19. Dezember 2021                                               | Innsbruck-Igls                       | Männer-Doppelsitzer          | Thomas Steu/Lorenz Koller                                                         | Andris Šics/Juris Šics                                                               | Emanuel Rieder/Simon Kainzwaldner                                                          |
| 18. bis 19. Dezember 2021                                               | Innsbruck-Igls                       | Frauen (Sprint)              | Madeleine Egle                                                                    | Julia Taubitz                                                                        | Anna Berreiter                                                                             |
| 18. bis 19. Dezember 2021                                               | Innsbruck-Igls                       | Männer (Sprint)              | Wolfgang Kindl                                                                    | Jonas Müller                                                                         | Johannes Ludwig                                                                            |
| 18. bis 19. Dezember 2021                                               | Innsbruck-Igls                       | Männer-Doppelsitzer (Sprint) | Toni Eggert/Sascha Benecken                                                       | Andris Šics/Juris Šics                                                               | Thomas Steu/Lorenz Koller                                                                  |
| 1. bis 2. Januar 2022                                                   | Winterberg ursprünglich: Königssee   | Frauen                       | Julia Taubitz                                                                     | Natalie Geisenberger                                                                 | Madeleine Egle                                                                             |
| 1. bis 2. Januar 2022                                                   | Winterberg ursprünglich: Königssee   | Männer                       | Johannes Ludwig                                                                   | Nico Gleirscher                                                                      | Wolfgang Kindl                                                                             |
| 1. bis 2. Januar 2022                                                   | Winterberg ursprünglich: Königssee   | Männer-Doppelsitzer          | Tobias Wendl/Tobias Arlt                                                          | Thomas Steu/Lorenz Koller                                                            | Yannick Müller/Armin Frauscher                                                             |
| 1. bis 2. Januar 2022                                                   | Winterberg ursprünglich: Königssee   | Teamstaffel                  | LettlandElīza Tīruma Kristers Aparjods Mārtiņš Bots/Roberts Plūme                 | ÖsterreichMadeleine Egle Nico Gleirscher Thomas Steu/Lorenz Koller                   | Vereinigte StaatenSummer Britcher Tucker West Christopher Mazdzer/Jayson Terdiman          |
| 8. bis 9. Januar 2022                                                   | Sigulda                              | Frauen                       | Madeleine Egle                                                                    | Julia Taubitz                                                                        | Tatjana Iwanowa                                                                            |
| 8. bis 9. Januar 2022                                                   | Sigulda                              | Männer                       | Kristers Aparjods                                                                 | Felix Loch                                                                           | Dominik Fischnaller                                                                        |
| 8. bis 9. Januar 2022                                                   | Sigulda                              | Männer-Doppelsitzer          | Toni Eggert/Sascha Benecken                                                       | Andris Šics/Juris Šics                                                               | Tobias Wendl/Tobias Arlt                                                                   |
| 8. bis 9. Januar 2022                                                   | Sigulda                              | Frauen (Sprint)              | Tatjana Iwanowa                                                                   | Natalie Geisenberger                                                                 | Madeleine Egle                                                                             |
| 8. bis 9. Januar 2022                                                   | Sigulda                              | Männer (Sprint)              | Felix Loch                                                                        | Kristers Aparjods                                                                    | Dominik Fischnaller                                                                        |
| 8. bis 9. Januar 2022                                                   | Sigulda                              | Männer-Doppelsitzer (Sprint) | Andris Šics/Juris Šics                                                            | Toni Eggert/Sascha Benecken                                                          | Tobias Wendl/Tobias Arlt                                                                   |
| 15. bis 16. Januar 2022                                                 | Oberhof                              | Frauen                       | Madeleine Egle                                                                    | Julia Taubitz                                                                        | Anna Berreiter                                                                             |
| 15. bis 16. Januar 2022                                                 | Oberhof                              | Männer                       | Johannes Ludwig                                                                   | Max Langenhan                                                                        | Felix Loch                                                                                 |
| 15. bis 16. Januar 2022                                                 | Oberhof                              | Männer-Doppelsitzer          | Toni Eggert/Sascha Benecken                                                       | Tobias Wendl/Tobias Arlt                                                             | Emanuel Rieder/Simon Kainzwaldner                                                          |
| 15. bis 16. Januar 2022                                                 | Oberhof                              | Teamstaffel                  | DeutschlandJulia Taubitz Johannes Ludwig Toni Eggert/Sascha Benecken              | LettlandElīna Ieva Vītola Kristers Aparjods Andris Šics/Juris Šics                   | ÖsterreichMadeleine Egle Nico Gleirscher Thomas Steu/Lorenz Koller                         |
| 22. bis 23. Januar 2022 zugleich: EM 2022                               | St. Moritz–Celerina                  | Frauen                       | Natalie Geisenberger                                                              | Madeleine Egle                                                                       | Elīna Ieva Vītola                                                                          |
| 22. bis 23. Januar 2022 zugleich: EM 2022                               | St. Moritz–Celerina                  | Männer                       | Wolfgang Kindl                                                                    | Kristers Aparjods                                                                    | Nico Gleirscher                                                                            |
| 22. bis 23. Januar 2022 zugleich: EM 2022                               | St. Moritz–Celerina                  | Männer-Doppelsitzer          | Toni Eggert/Sascha Benecken                                                       | Tobias Wendl/Tobias Arlt                                                             | Mārtiņš Bots/Roberts Plūme                                                                 |
| 22. bis 23. Januar 2022 zugleich: EM 2022                               | St. Moritz–Celerina                  | Teamstaffel                  | LettlandElīna Ieva Vītola Kristers Aparjods Mārtiņš Bots/Roberts Plūme            | DeutschlandNatalie Geisenberger Johannes Ludwig Toni Eggert/Sascha Benecken          | RusslandTatjana Iwanowa Roman Repilow Andrei Bogdanow/Juri Prochorow                       |
| 4. bis 20. Februar 2022: Olympische Winterspiele 2022 in Peking/Yanqing |                                      |                              |                                                                                   |                                                                                      |                                                                                            |

Da der Frauen-Doppelsitzer-Weltcup im Rahmen der Junioren-Weltcupveranstaltungen ausgetragen wurden, fanden nur sechs Rennen in der klassischen Disziplin (ohne Sprintrennen) statt. Höhepunkt der Junioren-Weltcupsaison waren die Junioren-Europameisterschaften in Bludenz sowie die Junioren-Weltmeisterschaften in Winterberg. Eine Weltmeisterschaft wurde am Rande der Junioren-Weltmeisterschaften ausgetragen.
| Datum                                                 | Ort            | Disziplin           | Erster Platz                          | Zweiter Platz                   | Dritter Platz                 |
| ----------------------------------------------------- | -------------- | ------------------- | ------------------------------------- | ------------------------------- | ----------------------------- |
| 2. Dezember 2021                                      | La Plagne      | Frauen-Doppelsitzer | Jessica Degenhardt/Cheyenne Rosenthal | Luisa Romanenko/Pauline Patz    | Chevonne Forgan/Sophia Kirkby |
| 3. Dezember 2021                                      | La Plagne      | Frauen-Doppelsitzer | Jessica Degenhardt/Cheyenne Rosenthal | Luisa Romanenko/Pauline Patz    | Anda Upīte/Sanija Ozoliņa     |
| 10. Dezember 2021                                     | Innsbruck-Igls | Frauen-Doppelsitzer | Luisa Romanenko/Pauline Patz          | Anda Upīte/Sanija Ozoliņa       | Maya Chan/Reannyn Weiler      |
| 17. Dezember 2021                                     | Oberhof        | Frauen-Doppelsitzer | Jessica Degenhardt/Cheyenne Rosenthal | Viktorija Ziediņa/Selīna Zvilna | Maya Chan/Reannyn Weiler      |
| 18. Dezember 2021                                     | Oberhof        | Frauen-Doppelsitzer | Jessica Degenhardt/Cheyenne Rosenthal | Viktorija Ziediņa/Selīna Zvilna | Maya Chan/Reannyn Weiler      |
| 15. Januar 2022                                       | Bludenz        | Frauen-Doppelsitzer | Viktorija Ziediņa/Selīna Zvilna       | Luisa Romanenko/Pauline Patz    | Chevonne Forgan/Sophia Kirkby |
| 30. Januar 2022: Weltmeisterschaft 2022 in Winterberg |                |                     |                                       |                                 |                               |

### Nationencup
Der Nationencup dient zur Qualifikation der schwächeren, nicht gesetzten Athleten und Athletinnen für die Weltcup-Rennen. Auch Starter und Starterinnen, die sich nicht für das eigentliche Weltcup-Rennen qualifizieren erhalten aufgrund ihrer Platzierungen im Nationencup Weltcup-Punkte. Zudem gibt es eine eigene Wertung des Nationencups mit demselben Punktesystem wie im Weltcup. Neben den Startern und Starterinnen, die sich für den Weltcup qualifizieren können, sind üblicherweise auch zusätzliche Fahrer und Fahrerinnen erlaubt, die ohne Qualifikationschance für den Weltcup antreten. In dieser Saison ist diese Möglichkeit aufgrund der COVID-19-Pandemie ausgesetzt, um die Starterfelder möglichst klein zu halten.
| Datum               | Ort                                     | Disziplin                               | Erster Platz                            | Zweiter Platz         | Dritter Platz         |
| ------------------- | --------------------------------------- | --------------------------------------- | --------------------------------------- | --------------------- | --------------------- |
| 19. November 2021   | Yanqing                                 | Frauen                                  | Lisa Schulte                            | Anna Berreiter        | Emily Sweeney         |
| Männer              | Kristers Aparjods                       | Chris Eißler                            | Riks Rozītis                            |                       |                       |
| Männer-Doppelsitzer | Devin Wardrope/Cole Anthony Zajanski    | Tristan Walker/Justin Snith             | Wojciech Chmielewski/Jakub Kowalewski   |                       |                       |
| 26. November 2021   | Sotschi I ursprünglich: Whistler        | Frauen                                  | Jekaterina Katnikowa                    | Andrea Vötter         | Wiktorija Demtschenko |
| Männer              | Kristers Aparjods                       | Matwei Perestoronin                     | Pawel Repilow                           |                       |                       |
| Männer-Doppelsitzer | Stanislaw Malzew/Dmitri Chalilow        | Wsewolod Kaschkin/Konstantin Korschunow | Andrei Bogdanow/Juri Prochorow          |                       |                       |
| 3. Dezember 2021    | Sotschi II ursprünglich: Lake Placid    | Frauen                                  | Natalie Geisenberger                    | Jekaterina Katnikowa  | Summer Britcher       |
| Männer              | Jonas Müller                            | Leon Felderer                           | Pawel Repilow                           |                       |                       |
| Männer-Doppelsitzer | Wsewolod Kaschkin/Konstantin Korschunow | Stanislaw Malzew/Dmitri Chalilow        | Juri Gatt/Riccardo Schöpf               |                       |                       |
| 10. Dezember 2021   | Altenberg                               | Frauen                                  | Cheyenne Rosenthal                      | Emily Sweeney         | Elīna Ieva Vītola     |
| Männer              | Artūrs Dārznieks                        | Chris Eißler                            | Sebastian Bley                          |                       |                       |
| Männer-Doppelsitzer | Thomas Steu/Lorenz Koller               | Juri Gatt/Riccardo Schöpf               | Hannes Orlamünder/Paul Gubitz           |                       |                       |
| 17. Dezember 2021   | Innsbruck-Igls                          | Frauen                                  | Emily Sweeney                           | Diana Loginowa        | Elīna Ieva Vītola     |
| Männer              | Chris Eißler                            | Matwei Perestoronin                     | Reinhard Egger                          |                       |                       |
| Männer-Doppelsitzer | Ivan Nagler/Fabian Malleier             | Thomas Steu/Lorenz Koller               | Tristan Walker/Justin Snith             |                       |                       |
| 31. Dezember 2021   | Winterberg ursprünglich: Königssee      | Frauen                                  | Dajana Eitberger                        | Wiktorija Demtschenko | Ashley Farquharson    |
| Männer              | Riks Rozītis                            | Leon Felderer                           | Artūrs Dārznieks                        |                       |                       |
| Männer-Doppelsitzer | Robin Geueke/David Gamm                 | Christopher Mazdzer/Jayson Terdiman     | Tristan Walker/Justin Snith             |                       |                       |
| 7. Januar 2022      | Sigulda                                 | Frauen                                  | Elīna Ieva Vītola                       | Tatjana Iwanowa       | Sigita Bērziņa        |
| Männer              | Artūrs Dārznieks                        | Riks Rozītis                            | Reinhard Egger                          |                       |                       |
| Männer-Doppelsitzer | Robin Geueke/David Gamm                 | Stanislaw Malzew/Dmitri Chalilow        | Wsewolod Kaschkin/Konstantin Korschunow |                       |                       |
| 14. Januar 2022     | Oberhof                                 | Frauen                                  | Natalie Maag                            | Tatjana Iwanowa       | Cheyenne Rosenthal    |
| Männer              | Chris Eißler                            | David Nößler                            | Artūrs Dārznieks                        |                       |                       |
| Männer-Doppelsitzer | Tristan Walker/Justin Snith             | Hannes Orlamünder/Paul Gubitz           | Wojciech Chmielewski/Jakub Kowalewski   |                       |                       |
| 21. Januar 2022     | St. Moritz–Celerina                     | Frauen                                  | Verena Hofer                            | Natalie Maag          | Emily Sweeney         |
| Männer              | Artūrs Dārznieks                        | Leon Felderer                           | Christopher Mazdzer                     |                       |                       |
| Männer-Doppelsitzer | Wsewolod Kaschkin/Konstantin Korschunow | Juri Gatt/Riccardo Schöpf               | Wojciech Chmielewski/Jakub Kowalewski   |                       |                       |

## Gesamtstände

### Frauen

#### Weltcup der Einsitzer der Frauen
| Pos. | Rodlerin              | Nation             | Einzel | Sprint | Gesamt |
| ---- | --------------------- | ------------------ | ------ | ------ | ------ |
| 01   | Julia Taubitz         | Deutschland        | 739    | 240    | 979    |
| 02   | Madeleine Egle        | Österreich         | 741    | 206    | 947    |
| 03   | Natalie Geisenberger  | Deutschland        | 577    | 195    | 772    |
| 04   | Anna Berreiter        | Deutschland        | 562    | 161    | 723    |
| 05   | Elīza Tīruma          | Lettland           | 435    | 134    | 569    |
| 06   | Wiktorija Demtschenko | Russland           | 350    | 094    | 444    |
| 07   | Andrea Vötter         | Italien            | 322    | 100    | 422    |
| 08   | Hannah Prock          | Österreich         | 294    | 120    | 414    |
| 09   | Lisa Schulte          | Österreich         | 312    | 096    | 408    |
| 10   | Jekaterina Katnikowa  | Russland           | 288    | 081    | 369    |
| 11   | Summer Britcher       | Vereinigte Staaten | 250    | 085    | 335    |
| 12   | Kendija Aparjode      | Lettland           | 273    | 060    | 333    |
| 13   | Tatjana Iwanowa       | Russland           | 223    | 100    | 323    |
| 14   | Nina Zöggeler         | Italien            | 238    | 060    | 298    |
| 15   | Ashley Farquharson    | Vereinigte Staaten | 226    | 064    | 290    |
| 15   | Elīna Ieva Vītola     | Lettland           | 260    | 030    | 290    |
| 17   | Verena Hofer          | Italien            | 247    | 032    | 279    |
| 18   | Dajana Eitberger      | Deutschland        | 200    | 070    | 270    |
| 19   | Emily Sweeney         | Vereinigte Staaten | 200    | 026    | 226    |
| 20   | Natalie Maag          | Schweiz            | 222    | 0–     | 222    |
| 21   | Diana Loginowa        | Russland           | 179    | 032    | 211    |
| 22   | Sigita Bērziņa        | Lettland           | 199    | 0–     | 199    |
| 23   | Marion Oberhofer      | Italien            | 142    | 054    | 196    |
| 24   | Trinity Ellis         | Kanada             | 189    | 0–     | 189    |
| 25   | Raluca Strămăturaru   | Rumänien           | 137    | 0–     | 137    |
| 26   | Selina Egle           | Österreich         | 079    | 050    | 129    |
| 27   | Olena Stezkiw         | Ukraine            | 126    | 0–     | 126    |
| 28   | Brittney Arndt        | Vereinigte Staaten | 110    | 0–     | 110    |
| 29   | Makena Hodgson        | Kanada             | 108    | 0–     | 108    |
| 30   | Olena Smaha           | Ukraine            | 098    | 0–     | 098    |

### Männer

#### Weltcup der Einsitzer der Männer
| Pos. | Rodler                  | Nation             | Einzel | Sprint | Gesamt |
| ---- | ----------------------- | ------------------ | ------ | ------ | ------ |
| 01   | Johannes Ludwig         | Deutschland        | 719    | 152    | 871    |
| 02   | Wolfgang Kindl          | Österreich         | 575    | 216    | 791    |
| 03   | Felix Loch              | Deutschland        | 545    | 146    | 691    |
| 03   | Kristers Aparjods       | Lettland           | 536    | 155    | 691    |
| 05   | Dominik Fischnaller     | Italien            | 439    | 202    | 641    |
| 06   | Roman Repilow           | Russland           | 440    | 167    | 607    |
| 07   | Max Langenhan           | Deutschland        | 497    | 102    | 599    |
| 08   | Nico Gleirscher         | Österreich         | 435    | 124    | 559    |
| 09   | Semjon Pawlitschenko    | Russland           | 352    | 115    | 467    |
| 10   | Gints Bērziņš           | Lettland           | 309    | 141    | 450    |
| 11   | Jonas Müller            | Österreich         | 310    | 124    | 434    |
| 12   | Alexander Gorbazewitsch | Russland           | 285    | 128    | 413    |
| 13   | Kevin Fischnaller       | Italien            | 284    | 124    | 408    |
| 14   | David Gleirscher        | Österreich         | 325    | 039    | 364    |
| 15   | Chris Eißler            | Deutschland        | 253    | 050    | 303    |
| 16   | Leon Felderer           | Italien            | 242    | 042    | 284    |
| 17   | Reinhard Egger          | Österreich         | 234    | 030    | 264    |
| 18   | Pawel Repilow           | Russland           | 178    | 062    | 240    |
| 19   | Artūrs Dārznieks        | Lettland           | 215    | 0–     | 215    |
| 20   | Jonathan Gustafson      | Vereinigte Staaten | 181    | 026    | 207    |
| 21   | Riks Rozītis            | Lettland           | 180    | 026    | 206    |
| 22   | Christopher Mazdzer     | Vereinigte Staaten | 168    | 0–     | 168    |
| 23   | Tucker West             | Vereinigte Staaten | 161    | 0–     | 161    |
| 24   | Anton Dukatsch          | Ukraine            | 159    | 0–     | 159    |
| 25   | Jozef Ninis             | Slowakei           | 156    | 0–     | 156    |
| 26   | Reid Watts              | Kanada             | 149    | 0–     | 149    |
| 27   | Matwei Perestoronin     | Russland           | 126    | 0–     | 126    |
| 28   | Andrij Mandsij          | Ukraine            | 123    | 0–     | 123    |
| 29   | Valentin Crețu          | Rumänien           | 111    | 0–     | 111    |
| 30   | Alexander Ferlazzo      | Australien         | 104    | 0–     | 104    |

### Doppelsitzer

#### Weltcup Doppelsitzer Männer
| Pos. | Rodler                                | Nation             | Einzel | Sprint | Gesamt |
| ---- | ------------------------------------- | ------------------ | ------ | ------ | ------ |
| 01   | Toni Eggert Sascha Benecken           | Deutschland        | 676    | 231    | 907    |
| 02   | Andris Šics Juris Šics                | Lettland           | 598    | 285    | 883    |
| 03   | Tobias Wendl Tobias Arlt              | Deutschland        | 624    | 172    | 796    |
| 04   | Emanuel Rieder Simon Kainzwaldner     | Italien            | 463    | 141    | 604    |
| 05   | Andrej Bogdanow/ Juri Prochorow       | Russland           | 453    | 150    | 603    |
| 06   | Thomas Steu Lorenz Koller             | Österreich         | 480    | 070    | 550    |
| 07   | Alexander Denissjew Wladislaw Antonow | Russland           | 377    | 151    | 528    |
| 08   | Mārtiņš Bots Roberts Plūme            | Lettland           | 418    | 101    | 519    |
| 09   | Ludwig Rieder Patrick Rastner         | Italien            | 364    | 133    | 497    |
| 10   | Yannick Müller Armin Frauscher        | Österreich         | 372    | 090    | 462    |
| 11   | Ivan Nagler Fabian Malleier           | Italien            | 306    | 096    | 402    |
| 12   | Tristan Walker Justin Snith           | Kanada             | 276    | 090    | 366    |
| 13   | Robin Geueke David Gamm               | Deutschland        | 244    | 098    | 342    |
| 14   | Wojciech Chmielewski Jakub Kowalewski | Polen              | 275    | 058    | 333    |
| 15   | Juri Gatt Riccardo Schöpf             | Österreich         | 246    | 039    | 285    |
| 16   | Christopher Mazdzer Jayson Terdiman   | Vereinigte Staaten | 159    | 087    | 246    |
| 17   | Stanislaw Malzew Dmitrii Khalilow     | Russland           | 188    | 036    | 224    |
| 18   | Devin Wardrope Cole Anthony Zajanski  | Kanada             | 187    | 034    | 221    |
| 19   | Park Jin-yong Cho Jung-myung          | Südkorea           | 185    | 030    | 215    |
| 20   | Marian Gîtlan Darius Șerban           | Rumänien           | 171    | 026    | 197    |
| 21   | Tomáš Vaverčák Matej Zmij             | Slowakei           | 191    | 0–     | 191    |
| 22   | Ihor Stachiw Andrij Lyssezkyj         | Ukraine            | 181    | 0–     | 181    |
| 22   | Ihor Hoj Rostyslaw Lewkowytsch        | Ukraine            | 181    | 0–     | 181    |
| 24   | Filip Vejdělek Zdeněk Pěkný           | Tschechien         | 177    | 0–     | 177    |
| 25   | Dana Kellog Duncan Segger             | Vereinigte Staaten | 117    | 042    | 159    |

#### Weltcup Doppelsitzer Frauen
| Pos. | Rodlerin                                   | Nation             | Punkte |
| ---- | ------------------------------------------ | ------------------ | ------ |
| 01   | Luisa Romanenko Pauline Patz               | Deutschland        | 465    |
| 02   | Jessica Degenhardt Cheyenne Rosenthal      | Deutschland        | 400    |
| 03   | Viktorija Ziediņa Selīna Zvilna            | Lettland           | 376    |
| 04   | Maya Chan Reannyn Weiler                   | Vereinigte Staaten | 366    |
| 05   | Chevonne Forgan Sophia Kirkby              | Vereinigte Staaten | 365    |
| 06   | Anda Upīte Sanija Ozoliņa                  | Lettland           | 344    |
| 07   | Anastasia Krupatschewa Alena Starkowa      | Russland           | 302    |
| 08   | Nikola Domowicz Dominika Piwkowska         | Polen              | 242    |
| 09   | Natasha Khytrenko Viktoriia Koval          | Ukraine            | 182    |
| 10   | Bianka Petríková Nikola Trembošová         | Slowakei           | 133    |
| 11   | Nadia Falkensteiner Annalena Huber         | Italien            | 130    |
| 12   | Lisa Zimmermann Dorothea Schwarz           | Österreich         | 096    |
| 13   | Lina Angelika Riedl Anna Lerch             | Österreich         | 078    |
| 14   | Markéta Nováková Anna Vejdělková           | Tschechien         | 071    |
| 15   | Sahra Pflaume Lina Peterseim               | Deutschland        | 066    |
| 16   | Lilly Sophie Bierast Leandra Pauline Claus | Deutschland        | 062    |
| 17   | Marie Sauerteig Hannah-Lene Puy            | Deutschland        | 058    |
| 18   | Anika Krause Magdalena Matschina           | Deutschland        | 050    |
| 19   | Marta Robežniece Kitija Bogdanova          | Lettland           | 026    |
| 20   | Olha Hurnyk Anna-Mariia Hartsula           | Ukraine            | 024    |

### Teamstaffel
| Platz | Land                | Punkte |
| ----- | ------------------- | ------ |
| 01    | Deutschland         | 476    |
| 02    | Lettland            | 415    |
| 03    | Österreich          | 360    |
| 04    | Russland            | 345    |
| 05    | Italien             | 330    |
| 06    | Vereinigte Staaten  | 257    |
| 07    | Kanada              | 248    |
| 08    | Polen               | 216    |
| 09    | Slowakei            | 210    |
| 10    | Tschechien          | 190    |
| 11    | Ukraine             | 169    |
| 12    | Rumänien            | 144    |
| 13    | Südkorea            | 122    |
| 14    | Volksrepublik China | 114    |